# Fuerza por México
Fuerza por México (FxM) fue un partido político mexicano existente entre 2020 y 2021. Fue fundado como una asociación civil en 2019 por Gerardo Islas Maldonado, antiguo miembro del partido Nueva Alianza y por Pedro Haces Barba, líder sindical y exsenador del partido Movimiento Regeneración Nacional. Obtuvo su registro como partido político nacional el 14 de octubre de 2020 por una decisión del Tribunal Electoral del Poder Judicial de la Federación. Ideológicamente el partido se considera de centroizquierda, progresista y adepto a los postulados del presidente Andrés Manuel López Obrador.
En las elecciones federales de 2021 Fuerza por México no alcanzó el 3% de la votación emitida, requisito necesario para mantener su registro como partido político. En consecuencia el Instituto Nacional Electoral le retiró su registro como partido político el 30 de agosto de 2021.
Actualmente mantiene su registro local en dos estados: Baja California Sur y Tlaxcala.

## Historia

### Fundación
En enero de 2019 la organización «Fuerza Social por México» comunicó al Instituto Nacional Electoral (INE) su intención de constituirse como partido político nacional. Para obtener el registro, la agrupación debía obtener 250 mil militantes y realizar 20 asambleas estatales con al menos 3000 militantes en cada una. La organización afilió a 345 mil militantes y realizó 26 asambleas estatales. El 4 de septiembre de 2020 el INE decidió rechazar la solicitud de la agrupación de constituirse como partido político por considerar que había quebrantando la norma que prohíbe a los sindicatos incorporar a sus agremiados a un partido político, debido a que se registró la afiliación corporativa de miembros de la Confederación Autónoma de Trabajadores y Empleados de México (CATEM), dirigida por Pedro Haces Barba.
En respuesta, el presidente de la asamblea nacional de la agrupación, Gerardo Islas Maldonado, declaró que «no existe afiliación corporativa como tal, menos del 0.53 por ciento de los miles de afiliados tienen que ver con CATEM» y anunció que impugnaría la decisión ante el Tribunal Electoral del Poder Judicial de la Federación (TEPJF). El 14 de octubre de 2020 el Tribunal Electoral determinó avalar el registro de Fuerza Social por México como partido político nacional por considerar que el INE no había acreditado por completo la participación del sindicato en la conformación del partido.
El 15 de diciembre de 2020 el Instituto Nacional Electoral aprobó el cambio de nombre del partido a «Fuerza por México».

### Pérdida de registro nacional
El partido participó en las elecciones federales de 2021, donde obtuvo el 2.47% de los votos emitidos y no consiguió el triunfo en ninguno de los trescientos distritos electorales ni alcanzó a recibir representación de representación proporcional en el Congreso de la Unión. Debido a la baja cantidad de votos recibidos, el Instituto Nacional Electoral determinó retirarle su registro como partido político nacional el 30 de agosto de 2021. Fuerza por México conservó su registro como partido local en diez estados.

## Partido político estatal

Estados donde el partido conserva su registro estatal.

| Estado              | Logo | Logo | Partido                                  | Fundación | Disolución | Razón                            |
| ------------------- | ---- | ---- | ---------------------------------------- | --------- | ---------- | -------------------------------- |
| Aguascalientes      |      |      | Fuerza por México de Aguascalientes      | 2021      | 2022       | No alcanzó el 3% de la votación. |
| Baja California     |      |      | Fuerza por México de Baja California     | 2022      | 2024       | No alcanzó el 3% de la votación. |
| Baja California Sur |      |      | Fuerza por México de Baja California Sur | 2022      | Activo     |                                  |
| Colima              |      |      | Fuerza por México de Colima              | 2021      | 2024       | No alcanzó el 3% de la votación. |
| Nayarit             |      |      | Fuerza por México de Nayarit             | 2022      | 2024       | No alcanzó el 3% de la votación. |
| Puebla              |      |      | Fuerza por México de Puebla              | 2023      | 2024       | No alcanzó el 3% de la votación. |
| Quintana Roo        |      |      | Fuerza por México de Quintana Roo        | 2021      | 2022       | No se alcanzó el 3% de votación. |
| Tlaxcala            |      |      | Fuerza por México de Tlaxcala            | 2021      | Activo     |                                  |
| Veracruz            |      |      | Fuerza por México de Veracruz            | 2022      | 2024       | No alcanzó el 3% de la votación. |

## Resultados electorales

### Cámara de diputados
| Elección | Legislatura | Votos     | Porcentaje      | Mayoría relativa | Plurinominales | Escaños | Posición           | Presidencia                 |
| -------- | ----------- | --------- | --------------- | ---------------- | -------------- | ------- | ------------------ | --------------------------- |
| 2021     | LXV         | 1 217 084 | \| \| 2.47 % \| | 0                | 0              | 0/500   | Extraparlamentario | Andrés Manuel López Obrador |
|          | 2.47 %      |           |                 |                  |                |         |                    |                             |